# Anemone geum
Anemone geum är en ranunkelväxtart. Anemone geum ingår i släktet sippor, och familjen ranunkelväxter.

## Underarter
Arten delas in i följande underarter:
- A. g. geum
- A. g. ovalifolia
- A. g. potentilloides